# Dapsilarthra dictynna
Dapsilarthra dictynna är en stekelart som först beskrevs av Marshall 1895.  Dapsilarthra dictynna ingår i släktet Dapsilarthra och familjen bracksteklar. Arten är reproducerande i Sverige. Inga underarter finns listade i Catalogue of Life.